# Championnats d'Amérique du Sud d'athlétisme
Les Championnats d'Amérique du Sud d'athlétisme sont une compétition biennale en plein air organisée par la Confédération sudaméricaine d'athlétisme (CONSUDATLE) qui désigne un champion pour chaque discipline majeure de l'athlétisme. Les premiers championnats ont eu lieu en 1919 à Montevideo, en Uruguay. La dernière édition s'est déroulée en 2021 à Guayaquil, en Équateur.

## Éditions
| N° | Édition | Ville                | Pays      | Date                 |
| -- | ------- | -------------------- | --------- | -------------------- |
| 1  | 1919    | Montevideo           | Uruguay   |                      |
| 2  | 1920    | Santiago             | Chili     |                      |
| 3  | 1924    | Buenos Aires         | Argentine |                      |
| 4  | 1926    | Montevideo           | Uruguay   |                      |
| 5  | 1927    | Santiago             | Chili     |                      |
| 6  | 1929    | Lima                 | Pérou     |                      |
| 7  | 1931    | Buenos Aires         | Argentine |                      |
| 8  | 1933    | Montevideo           | Uruguay   |                      |
| 9  | 1935    | Santiago             | Chili     |                      |
| 10 | 1937    | São Paulo            | Brésil    |                      |
| 11 | 1939    | Lima                 | Pérou     |                      |
| 12 | 1941    | Buenos Aires         | Argentine |                      |
| 13 | 1943    | Santiago             | Chili     |                      |
| 14 | 1945    | Montevideo           | Uruguay   |                      |
| 15 | 1947    | Rio de Janeiro       | Brésil    |                      |
| 16 | 1949    | Lima                 | Pérou     |                      |
| 17 | 1952    | Buenos Aires         | Argentine |                      |
| 18 | 1954    | São Paulo            | Brésil    |                      |
| 19 | 1956    | Santiago             | Chili     |                      |
| 20 | 1958    | Montevideo           | Uruguay   |                      |
| 21 | 1961    | Lima                 | Pérou     |                      |
| 22 | 1963    | Cali                 | Colombie  |                      |
| 23 | 1965    | Rio de Janeiro       | Brésil    |                      |
| 24 | 1967    | Buenos Aires         | Argentine |                      |
| 25 | 1969    | Quito                | Équateur  |                      |
| 26 | 1971    | Lima                 | Pérou     |                      |
| 27 | 1974    | Santiago             | Chili     |                      |
| 28 | 1975    | Rio de Janeiro       | Brésil    |                      |
| 29 | 1977    | Montevideo           | Uruguay   |                      |
| 30 | 1979    | Bucaramanga          | Colombie  |                      |
| 31 | 1981    | La Paz               | Bolivie   |                      |
| 32 | 1983    | Santa Fé             | Argentine |                      |
| 33 | 1985    | Santiago             | Chili     |                      |
| 34 | 1987    | São Paulo            | Brésil    |                      |
| 35 | 1989    | Medellín             | Colombie  |                      |
| 36 | 1991    | Manaus               | Brésil    |                      |
| 37 | 1993    | Lima                 | Pérou     |                      |
| 38 | 1995    | Manaus               | Brésil    |                      |
| 39 | 1997    | Mar del Plata        | Argentine |                      |
| 40 | 1999    | Bogota               | Colombie  |                      |
| 41 | 2001    | Manaus               | Brésil    |                      |
| 42 | 2003    | Barquisimeto         | Venezuela |                      |
| 43 | 2005    | Cali                 | Colombie  |                      |
| 44 | 2006    | Tunja                | Colombie  |                      |
| 45 | 2007    | São Paulo            | Brésil    |                      |
| 46 | 2009    | Lima                 | Pérou     |                      |
| 47 | 2011    | Buenos Aires         | Argentine | 2 - 5 juin 2011      |
| 48 | 2013    | Carthagène des Indes | Colombie  | 5 - 7 juillet 2013   |
| 49 | 2015    | Lima                 | Pérou     | 12 - 14 juin 2015    |
| 50 | 2017    | Luque                | Paraguay  | 23 - 25 juin 2017    |
| 51 | 2019    | Lima                 | Pérou     | 24 - 26 mai 2019     |
| 52 | 2021    | Guayaquil            | Équateur  | 29 - 31 mai 2021     |
| 53 | 2023    | São Paulo            | Brésil    | 28 - 30 juillet 2023 |
| 54 | 2025    | Mar del Plata        | Argentine | 25 - 27 avril 2025   |

## Records

### Records des championnats

#### Hommes et femmes
| Discipline                      | Hommes                                                                                              | Performance       | Date | Femmes                                                                                   | Performance       | Date      |
| ------------------------------- | --------------------------------------------------------------------------------------------------- | ----------------- | ---- | ---------------------------------------------------------------------------------------- | ----------------- | --------- |
| 100 m                           | Issam Asinga                                                                                        | 9 s 89            | 2023 | Lucimar de Moura Vitória Cristina Rosa                                                   | 11 s 17           | 1999 2023 |
| 200 m                           | Issam Asinga                                                                                        | 20 s 19           | 2023 | Lucimar de Moura                                                                         | 22 s 60           | 1999      |
| 400 m                           | Lucas Carvalho                                                                                      | 44 s 79           | 2023 | Martina Weil                                                                             | 51 s 11           | 2023      |
| 800 m                           | Thiago André                                                                                        | 1 min 45 s 62     | 2021 | Luciana Mendes                                                                           | 2 min 00 s 01     | 2001      |
| 1 500 m                         | Hudson de Souza                                                                                     | 3 min 36 s 47     | 2001 | Muriel Coneo                                                                             | 4 min 10 s 14     | 2015      |
| 5 000 m                         | Javier Alexander Guarín                                                                             | 13 min 51 s 19    | 2007 | Fabiana Cristine da Silva                                                                | 15 min 39 s 67    | 2011      |
| 10 000 m                        | Bayron Piedra                                                                                       | 28 min 30 s 80    | 2015 | Simone Alves da Silva                                                                    | 31 min 59 s 11    | 2011      |
| 110 m haies (h) 100 m haies (f) | Rafael Pereira                                                                                      | 13 s 35           | 2021 | Maurren Higa Maggi                                                                       | 12 s 71           | 1999      |
| 400 m haies                     | Eronilde de Araújo                                                                                  | 48 s 63           | 1995 | Melissa González                                                                         | 55 s 68           | 2021      |
| 3 000 m steeple                 | Gerald Giraldo                                                                                      | 8 min 29 s 53     | 2015 | Tatiane Raquel da Silva                                                                  | 9 min 38 s 71     | 2021      |
| 4 × 100 m                       | Brésil Raphael de Oliveira Claudinei Quirino da Silva Edson Luciano Ribeiro André Domingos da Silva | 38 s 46           | 2011 | Brésil Franciela Krasucki Ana Claudia Lemos Silva Vitória Cristina Rosa Rosangela Santos | 43 s 12           | 2017      |
| 4 × 400 m                       | Brésil Eronilde Nunes de Araújo Anderson dos Santos Inacio Bezerra Leao Filho Cleverson de Oliveira | 3 min 02 s 09     | 1999 | Brésil Maria Laura Almirão Josiane Tito Lucimar Teodoro Geisa Aparecida Muniz Coutinho   | 3 min 28 s 64     | 2003      |
| 20 000 m marche                 | Andrés Chocho                                                                                       | 1 h 20 min 23 s 8 | 2011 | Mary Luz Andia                                                                           | 1 h 29 min 07 s 5 | 2023      |
| Saut en hauteur                 | Eure Yáñez                                                                                          | 2,31 m            | 2017 | Caterine Ibargüen                                                                        | 1,93 m            | 2005      |
| Saut à la perche                | Thiago Braz da Silva                                                                                | 5,83 m            | 2013 | Fabiana Murer                                                                            | 4,70 m            | 2011      |
| Saut en longueur                | Arnovis Dalmero                                                                                     | 8,29 m            | 2023 | Maurren Higa Maggi                                                                       | 7,26 m            | 1999      |
| Triple saut                     | Almir dos Santos                                                                                    | 17,24 m           | 2023 | Keila da Silva Costa                                                                     | 14,57 m           | 2007      |
| Lancer du poids                 | Darlan Romani                                                                                       | 21,02 m           | 2017 | Elisângela Adriano                                                                       | 19,02 m           | 1999      |
| Lancer du disque                | Mauricio Ortega                                                                                     | 63,82 m           | 2017 | Andressa de Morais                                                                       | 64,68 m           | 2017      |
| Lancer du marteau               | Humberto Mansilla                                                                                   | 75,92 m           | 2023 | Jennifer Dahlgren                                                                        | 72,70 m           | 2011      |
| Lancer du javelot               | Júlio César de Oliveira                                                                             | 81,22 m           | 2015 | Flor Ruíz                                                                                | 61,91 m           | 2017      |
| Décathlon (h) Heptathlon (f)    | Jose Fernando Ferreira Santana                                                                      | 8 058 pts         | 2023 | Evelis Aguilar                                                                           | 6 165 pts         | 2021      |

#### Mixte
| Discipline      | Athlète                                                                            | Performance   | Édition |
| --------------- | ---------------------------------------------------------------------------------- | ------------- | ------- |
| 4 × 400 m mixte | Colombie Jhon Alejandro Perlaza Lina Esther Licona Anthony Zambrano Evelis Aguilar | 3 min 14 s 79 | 2023    |